# A Tengeri Élőlények Világkatalógusa
A Tengeri Élőlények Világkatalógusa (World Register of Marine Species - WoRMS), a tengeri élőlények hiteles és mindenre kiterjedő adatbázisa.
A Tengeri Élőlények Világkatalógusa a Tengeri Élőlényeik Európai Katalógusából és más különböző katalógusból, valamint a Flandriai Tengerkutató Intézet különböző rendszertani adatbázisaiból jött létre. A cél, hogy a különböző projektekben használt rendszertani elnevezéseket egységesítése. Az adatbázist aminek az elnevezése Aphia Ostendben a Flandriai Tengerkutató Intézet hozta létre és üzemelteti. Ennek az adatbázisnak az interfésze a MarineSpecies weblap. Az adatbázisba integrált különböző rendszertani adatbázisok teljes listája itt érhető el. A WoRMS-t integrálták más szervezetek által működtetett hiteles rendszertani adatbázisokkal, mint például az AlgaeBase-zel vagy a FishBase-zel. Az adatbázis létrehozását az Európai Unió MarBEF programja és a Natura 2000 részeként a Species 2000 Európa program támogatta.
Az Aphia adatbázis a taxonok érvényes nevei mellett szinonímiákat és köznyelvi elnevezéseket (vernaculars) is tartalmaz. Ezeket az adatokat kiegészítik irodalmi és biogeográfiai adatok is. A taxonnevek mellett megadásra kerülnek a felmenő rendszertani adatok nemzetség, család, rend stb. Az adatbázis aktualitását taxonómiai szakértők biztosítják. Az új információk napi rendszerességgel kerülnek be a rendszerbe.
2021-ben egy kihalt tengericsiga-nemet neveztek el a WoRMS-ről, ennek neve Wormsina Harzhauser et Landau, 2021.